# 淡黄列当
淡黄列当（学名：Orobanche sordida）为列当科列当属下的一个种。

## 扩展阅读
維基物種上的相關：淡黄列当